# Theewaterskloof
Theewaterskloof – gmina w Republice Południowej Afryki, w Prowincji Przylądkowej Zachodniej, w dystrykcie Overberg. Siedzibą administracyjną gminy jest Caledon.